# Октябрьское (Хиславичский район)
Октябрьское (ранее — Грязь) — деревня в Хиславичском районе Смоленской области России. Входит в состав Кожуховичского сельского поселения. Население — 106 жителей (2007 год). 
Расположена в юго-западной части области в 19 км к юго-западу от Хиславичей, в 50 км западнее автодороги Р120 Орёл — Витебск, на берегу реки Сож. В 50 км восточнее деревни расположена железнодорожная станция Стодолище на линии Смоленск — Рославль.

## История
Изначальное название деревни — Грязь. По легенде через деревню проезжала карета Екатерины II, которая утопла в грязи, в связи с чем населенный пункт получил такое название.
Согласно спискам населенных мест Российской империи в деревне Грязь в 1910 году проживало 518 человек.
До 1924 года Грязь находилась в составе Ослянской волости Мстиславского уезда Могилёвской губернии. Позже — в составе Хиславичского района.
В годы Великой Отечественной войны деревня была оккупирована гитлеровскими войсками в июле 1941 года, освобождена в сентябре 1943 года.
В деревне имеется братское воинское захоронение.